# Suma directa
En àlgebra, el terme suma directa s'aplica a diverses situacions diferents.

## Suma directa desubespais vectorials

### Suma directa de dos subespais vectorials
Siguin {\displaystyle F_{1}} i {\displaystyle F_{2}} dos subespais vectorials de l'espai vectorial E. Es diu que {\displaystyle F_{1}} i {\displaystyle F_{2}} són en suma directa si i només si per a tot element u de {\displaystyle F_{1}+F_{2}}, existeix una única parella {\displaystyle \ (u_{1};u_{2})} de {\displaystyle F_{1}\times F_{2}} tal que {\displaystyle u=u_{1}+u_{2}}.
Es diu també en aquest cas que la suma {\displaystyle F_{1}+F_{2}} és directa.
En altres paraules, la suma de dos subespais vectorials {\displaystyle F_{1}} i {\displaystyle F_{2}} és directa si la descomposició de tot element de {\displaystyle F_{1}+F_{2}} en suma d'un element de {\displaystyle F_{1}} i d'un element de {\displaystyle F_{2}} és única.
La suma llavors es nota: {\displaystyle F_{1}\oplus F_{2}}.
Es disposa de les caracteritzacions usuals següents:
- {\displaystyle F_{1}} i {\displaystyle F_{2}} són en suma directa si i només si, per a tot {\displaystyle u_{1}} de {\displaystyle F_{1}} i {\displaystyle u_{2}} de {\displaystyle F_{2}}

{\displaystyle u_{1}+u_{2}=0\Leftrightarrow u_{1}=u_{2}=0}
- {\displaystyle F_{1}} i {\displaystyle F_{2}} són en suma directa si i només si

{\displaystyle F_{1}\cap F_{2}=\{0\}}
Cas de la dimensió finita: quan {\displaystyle F_{1}} i {\displaystyle F_{2}} són de dimensions finites, les assercions següents són equivalents:
1. La suma {\displaystyle F_{1}+F_{2}} és directa.
2. {\displaystyle \dim F_{1}+\dim F_{2}=\dim(F_{1}+F_{2})}.
3. Juxtaposant ("reunint") una base de {\displaystyle F_{1}} i una base de {\displaystyle F_{2}}, es constitueix una base de {\displaystyle F_{1}+F_{2}}.

Subespais suplementaris: dos subespais {\displaystyle F_{1}} i {\displaystyle F_{2}} de E s'anomenen suplementaris quan {\displaystyle E=F_{1}\oplus F_{2}}. Això significa que per a tot element u de E, existeix una única parella {\displaystyle \ (u_{1};u_{2})} de {\displaystyle F_{1}\times F_{2}} tal que {\displaystyle \ u=u_{1}+u_{2}}.

### Suma directa de diversos subespais vectorials
Es pot generalitzar la noció de suma directa a una família finita de subespais vectorials de E.
Es diu que una família {\displaystyle (F_{i})_{i=1\cdots k}} de subespais vectorials de E és en suma directa si i només si, per a tot element u de la suma {\displaystyle F=\sum _{i=1}^{k}F_{i}}, existeix una k-tupla única {\displaystyle (u_{1};u_{2};\cdots ;u_{k})} de {\displaystyle F_{1}\times F_{2}\times \cdots \times F_{k}} tal que {\displaystyle u=\sum _{i=1}^{k}u_{i}}.
Es diu també en aquest cas que la suma F dels subespais {\displaystyle (F_{i})_{i=1\cdots k}} és directa.
En altres paraules, la suma és directa si la descomposició de tot element de {\displaystyle F=\sum _{i=1}^{k}F_{i}} en suma d'elements dels {\displaystyle F_{i}\,} és única.
Per designar una suma directa, es fan servir les notacions {\displaystyle F_{1}\oplus F_{2}\oplus \cdots \oplus F_{k}} o {\displaystyle \bigoplus _{i=1}^{k}F_{i}}.
Com en el cas de 2 subespais vectorials, es poden caracteritzar les sumes directes per la unicitat de la descomposició del vector nul:
La suma {\displaystyle F=\sum _{i=1}^{k}F_{i}} és directa si i només si:
L'única k -tupla {\displaystyle (u_{1};u_{2};\cdots ;u_{k})} de {\displaystyle F_{1}\times F_{2}\times \cdots \times F_{k}} tal que {\displaystyle \sum _{i=1}^{k}u_{i}=0} és aquella tots els elements de la qual són nuls.
Nota: així que la família comprèn almenys 3 subespais, no n'hi ha prou perquè la suma sigui directa que les seves interseccions dos a dos estiguin reduïdes a {\displaystyle \ \{0\}}, és a dir que:
{\displaystyle F_{i}\cap F_{j}=\{0\}} per a tot i i pe a tot j, i diferent de j.
Es veu observant a {\displaystyle \mathbb {R} ^{2}} els subespais vectorials:
{\displaystyle F_{1}=\{(x;0),x\in \mathbb {R} \}}
{\displaystyle F_{2}=\{(y;y),y\in \mathbb {R} \}}
{\displaystyle F_{3}=\{(0;t),t\in \mathbb {R} \}}.
Les seves interseccions dos a dos queden reduïdes a {(0; 0)}, però la seva suma {\displaystyle \ F=F_{1}+F_{2}+F_{3}} (igual a {\displaystyle \ \mathbb {R} ^{2}}) no és directa.
En efecte, els 3 vectors {\displaystyle u_{1}=(1;0),\,u_{2}=(-1;-1),\,u_{3}=(0;1)} pertanyen respectivament a {\displaystyle F_{1},\,F_{2},\,F_{3}}; són no nuls, i tals que {\displaystyle \ u_{1}+u_{2}+u_{3}=(0;0)}: la descomposició del vector nul no és única.
Per altra banda, es demostra que els subespais de la família {\displaystyle \ (F_{i})_{1\geq i\geq n}} són en suma directa en {\displaystyle \ E} si i només si:
- {\displaystyle \ \sum _{i=1}^{n}F_{i}=E}
- {\displaystyle \ \forall k\in \left\{1,...,n-1\right\},\ \left(\sum _{i=1}^{k}F_{i}\right)\cap F_{k+1}=\left\{0_{E}\right\}}

Quan els subespais vectorials són de dimensions finites, es té també l'equivalència de les assercions següents:
1. Els {\displaystyle (F_{i})_{i=1\cdots k}} són en suma directa.
2. {\displaystyle \sum _{i=1}^{k}\dim F_{i}=\dim \left(\sum _{i=1}^{k}F_{i}\right)}.
3. Juxtaposant una base {\displaystyle \ {\mathcal {B}}_{1}} de {\displaystyle \ F_{1}}... una base {\displaystyle \ {\mathcal {B}}_{k}} de {\displaystyle \ F_{k}}, es constitueix una base de la suma.

Exemple: siguin E un espai vectorial sobre K de dimensió finita, i f un endomorfisme de E que té exactament p valors propis (diferents) anomenats {\displaystyle \lambda _{1},\,\dots ,\,\lambda _{p}}. Es designa per {\displaystyle \ \mathrm {Id} } l'endomorfisme identitat de E.
Per a tot enter i tal que 1 ≤ i ≤ p, {\displaystyle E_{i}=\mathrm {ker} (f-\lambda _{i}\,\mathrm {Id} )} és el subespai propi de f associat al valor propi {\displaystyle \ \lambda _{i}}.

Les dues propietats següents són clàssiques:
- La suma {\displaystyle \sum _{i=1}^{p}E_{i}} és directa.
- {\displaystyle \bigoplus _{i=1}^{p}E_{i}=E}si i només si f és diagonalitzable.

Quan és el cas, es constitueix una base {\displaystyle \ {\mathcal {B}}} de E diagonalitzant f juxtaposant una base {\displaystyle \ {\mathcal {B}}_{1}} de {\displaystyle \ E_{1}}, ..., una base {\displaystyle \ {\mathcal {B}}_{p}} de {\displaystyle \ E_{p}}.

#### Suma directa ortogonal
Es designa aquí per E un espai préhilbertià real o complex (espai vectorial real o complex proveït d'un producte escalar). Sigui una família {\displaystyle (F_{i})_{i=1\cdots k}} de subespais vectorials de E. Si són dos a dos d'ortogonals, la seva suma és directa. Llavors s'anomena suma directa ortogonal.
Un exemple molt senzill és l'espai {\displaystyle F^{\perp }} constituït pels vectors ortogonals a tots els vectors d'un subespai vectorial F: és en suma directa amb F. La igualtat {\displaystyle E=F^{\perp }+F} no sempre es verifica quan la dimensió és infinita. En canvi, sí que es verifica així que {\displaystyle E} és de dimensió finita.
Dos espais que són a la vegada suplementaris i ortogonals s'anomenen suplementaris ortogonals. Un subespai vectorial F d'E, fins i tot si té suplementaris, no en té necessàriament un que li sigui ortogonal. Una condició suficient és que l'espai F sigui complet (cosa que es verifica en el cas particular si és de dimensió finita). Aquesta qüestió està vinculada a la possibilitat d'efectuar una projecció ortogonal.
Quan els subespais vectorials són de dimensions finites, es té l'equivalència de les assercions següents:
1. Els {\displaystyle (F_{i})_{i=1\cdots k}} són en suma directa ortogonal.
2. Juxtaposant una base ortogonal {\displaystyle \ {\mathcal {B}}_{1}} de {\displaystyle \ F_{1}}, ..., una base ortogonal {\displaystyle \ {\mathcal {B}}_{k}} de {\displaystyle \ F_{k}}, es constitueix una base ortogonal de la suma.

## Suma directa externa i producte cartesià
Quan dos subespais {\displaystyle F_{1}}, {\displaystyle F_{2}} d'un espai vectorial E són en suma directa, l'aplicació següent és bijectiva:
{\displaystyle F_{1}\times F_{2}\to F_{1}\oplus F_{2},(u_{1};u_{2})\mapsto u_{1}+u_{2}}
Existeix en aquest cas una única estructura d'espai vectorial sobre el producte cartesià {\displaystyle F_{1}\times F_{2}} tal que aquesta aplicació és un isomorfisme d'espais vectorials; la llei interna i la llei externa es defineixen respectivament per les relacions:
{\displaystyle \ (u_{1};u_{2})+(v_{1};v_{2})=(u_{1}+v_{1};u_{2}+v_{2})} et {\displaystyle \alpha \,(u_{1};u_{2})=(\alpha \,u_{1};\alpha \,u_{2})},
on {\displaystyle u_{1}}, {\displaystyle v_{1}} són en {\displaystyle F_{1}}, {\displaystyle u_{2}}, {\displaystyle v_{2}} són en {\displaystyle F_{2}}, i {\displaystyle \alpha } és en {\displaystyle K}.
Això porta, si {\displaystyle E_{1}} i {\displaystyle E_{2}} són dos espais vectorials qualssevol sobre el mateix cos {\displaystyle K}, a definir la seva suma directa, anomenada llavors externa.

### Suma directa externa de dosK-espais vectorials
La suma directa externa de dos {\displaystyle K}-espais vectorials {\displaystyle E_{1}} i {\displaystyle E_{2}} és el producte cartesià {\displaystyle E_{1}\times E_{2}} sobre el qual es defineix
- una addició:

{\displaystyle \ (u_{1};u_{2})+(v_{1};v_{2})=(u_{1}+v_{1};u_{2}+v_{2})}
- una multiplicació externa pels elements de {\displaystyle K}:

{\displaystyle \alpha \,(u_{1};u_{2})=(\alpha \,u_{1};\alpha \,u_{2})} (où {\displaystyle \alpha \in K})
Proveït d'aquestes dues lleis de composició, el conjunt {\displaystyle E_{1}\times E_{2}} és un espai vectorial sobre {\displaystyle K}.
A partir d'aquí, {\displaystyle {\tilde {E_{1}}}=E_{1}\times \{0\}} i {\displaystyle {\tilde {E_{2}}}=\{0\}\times E_{2}} són dos subespais de {\displaystyle E_{1}\times E_{2}}, respectivament isomorfs a {\displaystyle E_{1}} i {\displaystyle E_{2}} (s'ha "submergit" {\displaystyle E_{1}}, {\displaystyle E_{2}} al producte cartesià);
la relació {\displaystyle E_{1}\times E_{2}={\tilde {E_{1}}}\oplus {\tilde {E_{2}}}} justifica la denominació de suma a directa externa.
Quan {\displaystyle E_{1}} i {\displaystyle E_{2}} són de dimensions finites, ho és també la seva suma directa externa, i:
{\displaystyle \dim(E_{1}\times E_{2})=\dim E_{1}+\dim E_{2}}
(ja que {\displaystyle E_{1}\times E_{2}} és suma directa dels dos subespais {\displaystyle {\tilde {E_{1}}}} i {\displaystyle {\tilde {E_{2}}}}, que tenen igual dimensió que {\displaystyle \ E_{1}}, {\displaystyle \ E_{2}} respectivament).

### Suma directa externa diversosK-espais vectorials
Es defineix també la suma directa externa {\displaystyle \ E_{1}\times \cdots \times E_{k}} de k espais vectorials {\displaystyle E_{1},\dots ,E_{k}} sobre el mateix cos {\displaystyle K}.
Quan {\displaystyle E_{1},\dots ,E_{k}} són de dimensions finites, ho és també la seva suma directa externa, i:
{\displaystyle \dim(E_{1}\times \cdots \times E_{k})=\dim E_{1}+\cdots +\dim E_{k}}.

### Suma directa externa d'una família infinita deK-espais vectorials
Per a un nombre finit d'espais vectorials la suma directa externa i el producte directe coincidixen. No és el cas quan la família és infinita.
En efecte, sigui {\displaystyle (E_{i})_{i\in I}} una família (eventualment infinita) de K -espais vectorials. La suma directa externa {\displaystyle \oplus _{i\in I}E_{i}} és el subespai vectorial del producte directe {\displaystyle \prod _{i\in I}E_{i}} constituït les famílies amb suport finit. La propietat universal de més avall és la raó d'aquesta tria.
Es pot, amb aquesta noció, definir de forma elegant la suma directa d'una família infinita de subespais: Una família de subespais de E és en suma directa si i només si el morfisme suma que va de la suma directa externa d'aquests subespais a E que a una família de vectors associa la seva suma és injectiu.

#### Observació a propòsit d'altresestructures algebraiques
Es defineix de manera anàloga la suma directa externa d'un nombre finit de grups additius, o d'anells, o de A-mòduls sobre el mateix anell A.
Per exemple, si {\displaystyle A_{1}} i {\displaystyle A_{2}} són dos anells, es defineixen sobre {\displaystyle A_{1}\times A_{2}} dues lleis de composició interna:
- una addició:

{\displaystyle \ (a_{1};a_{2})+(b_{1};b_{2})=(a_{1}+b_{1};a_{2}+b_{2})}
- una multiplicació:

{\displaystyle \ (a_{1};a_{2})\cdot (b_{1};b_{2})=(a_{1}b_{1};a_{2}b_{2})}
Proveït d'aquestes dues lleis de composició, el conjunt {\displaystyle A_{1}\times A_{2}} és un anell. Fins i tot si {\displaystyle A_{1}} i {\displaystyle A_{2}} són íntegres, el seu producte cartesià no ho és: {\displaystyle a_{1}}, {\displaystyle a_{2}} sent dos elements no nuls de {\displaystyle A_{1}}, {\displaystyle A_{2}} respectivament, es té: {\displaystyle \ (a_{1};0)\cdot (0;a_{2})=(0;0)}.

## Propietat universal de la suma directa
Sigui {\displaystyle A} un anell;
sigui {\displaystyle (M_{i})_{i\in I}} una família d'A-mòduls, {\displaystyle N} un A-mòdul;
sigui {\displaystyle (f_{i}:M_{i}\longrightarrow N)_{i\in I}} una família d'aplicacions lineals.
Llavors existeix una única aplicació {\displaystyle \phi :\bigoplus _{i\in I}^{ext}M_{i}\longrightarrow N} A-lineal tal que:
{\displaystyle \forall i\in I}, {\displaystyle \phi \circ q_{i}=f_{i}} amb {\displaystyle {\begin{matrix}q_{i}:&M_{i}&\longrightarrow &\prod _{k\in I}M_{k}\\&x_{i}&\mapsto &(x_{i}\delta _{ik})_{i\in I}\\\end{matrix}}} l'aplicació injectiva canònica.